# Сона
Сона (итал. Sona) је насеље у Италији у округу Верона, региону Венето.
Према процени из 2011. у насељу је живело 4697 становника. Насеље се налази на надморској висини од 125 м.

## Становништво
Према резултатима пописа становништва 2011. у општини је живело 17.030 становника.
| 1931. | 1936. | 1951. | 1961. | 1971. | 1981.  | 1991.  | 2001.  | 2011.  |
| ----- | ----- | ----- | ----- | ----- | ------ | ------ | ------ | ------ |
| 6.094 | 6.267 | 7.213 | 7.659 | 8.676 | 11.030 | 12.577 | 14.275 | 17.030 |

## Партнерски градови
- Вадовице, Вајлер-Зимерберг